# Кодама, Риэко
Риэко Кодама (яп. 小玉 理恵子 Кодама Риэко, 23 мая 1963, Канагава, Япония — 9 мая 2022), также известна по прозвищам Phoenix Rie, Phenix Rie или Phoenix — японский геймдизайнер и продюсер. Работала в компании Sega с 1984 года, и принимала участие в создании серий игр Phantasy Star и Sonic the Hedgehog.
В 2018 году Кодама получила награду Первопроходца от Game Developers Choice Awards в знак признания её вклада в игровую индустрию.

## Биография
Риэко Кодама родилась 23 мая 1963 года в японской префектуре Канагава. Во время обучения в школе увлекалась историей и архитектурой. После школы Кодама получила высшее образование по специальности дизайнер. В 1984 году была принята на работу в компанию Sega. Её первой работой стала игра Champion Boxing для аркадных автоматов. В дальнейшем Риэко Кодама приняла участие в создании персонажей для Alex Kidd in Miracle World. Проект был положительно оценён критиками и сопутствовал ему коммерческий успех. Главный герой по имени Алекс Кидд стал неофициальным талисманом компании Sega.
Благодаря хорошей репутации в компании, Риэко Кодаме поручили возглавить разработку ролевой игры Phantasy Star. Она создала сюжетную линию и разработала дизайн всех персонажей. Помогали ей программист Юдзи Нака и художник Наото Осима. Позже они вместе создали платформер Sonic the Hedgehog, ставший бестселлером для консоли Mega Drive/Genesis, а персонаж ёж Соник стал талисманом Sega. Она также приняла участие в создании уровней для Sonic the Hedgehog 2.
После работой над Sonic the Hedgehog, Риэко Кодама снова возвращается к разработке ролевых игр. Под её руководством были созданы такие проекты, как Skies of Arcadia, продолжения Phantasy Star и 7th Dragon.
Кодама умерла 9 мая 2022 года, её смерть не афишировалась до октября 2022 года по просьбе родственников и стала известна только после того, как вышла Sega Genesis Mini 2, в которой бывшие коллеги почтили её память.

## Игры, в создании которых принимала участие
| Название                                    | Год  | Платформа                          | Роль                            |
| ------------------------------------------- | ---- | ---------------------------------- | ------------------------------- |
| Champion Boxing                             | 1984 | Аркадный автомат                   | Дизайнер                        |
| Sega Ninja                                  | 1984 | Аркадный автомат                   | Дизайнер                        |
| Alex Kidd in Miracle World                  | 1986 | Master System                      | Дизайнер персонажей             |
| The Black Onyx                              | 1987 | SG-1000                            | Дизайнер врагов                 |
| Quartet                                     | 1987 | Master System, Аркадный автомат    | Дизайнер                        |
| Fantasy Zone II: The Tears of Opa-Opa       | 1987 | Master System, Аркадный автомат    | Дизайнер                        |
| Phantasy Star                               | 1987 | Master System                      | Дизайнер, автор сценария        |
| Miracle Warriors: Seal of the Dark Lord     | 1988 | Master System                      | Дизайнер злодеев-драконов       |
| SpellCaster                                 | 1989 | Master System                      | Дизайнер                        |
| Altered Beast                               | 1989 | Mega Drive/Genesis                 | Дизайнер                        |
| Alex Kidd in the Enchanted Castle           | 1989 | Mega Drive/Genesis                 | Помощник руководителя, дизайнер |
| Mystic Defender                             | 1989 | Mega Drive/Genesis                 | Дизайнер персонажей и врагов    |
| Phantasy Star II                            | 1989 | Mega Drive/Genesis                 | Дизайнер                        |
| Sorcerian                                   | 1989 | Mega Drive/Genesis                 | Дизайнер по графике             |
| Shadow Dancer: The Secret of Shinobi        | 1990 | Mega Drive/Genesis                 | Дизайнер по графике             |
| Sonic the Hedgehog                          | 1991 | Mega Drive/Genesis                 | Дизайнер                        |
| Advanced Daisenryaku                        | 1991 | Mega Drive/Genesis                 | Моделирование                   |
| Riddle Wired                                | 1991 | Mega Drive/Genesis                 | Особая благодарность            |
| Ayrton Senna's Super Monaco GP II           | 1992 | Mega Drive/Genesis                 | Дизайнер                        |
| Sonic the Hedgehog 2                        | 1992 | Mega Drive/Genesis                 | Художник игровых зон            |
| Phantasy Star IV: The End of the Millennium | 1993 | Mega Drive/Genesis                 | Руководитель, дизайнер          |
| Magic Knight Rayearth                       | 1995 | Sega Saturn                        | Руководитель                    |
| Phantasy Star Collection                    | 1998 | Sega Saturn                        | Супервайзер                     |
| Deep Fear                                   | 1998 | Sega Saturn                        | Продюсер                        |
| Skies of Arcadia                            | 2000 | Dreamcast                          | Продюсер                        |
| Phantasy Star Collection                    | 2002 | Game Boy Advance                   | Супервайзер                     |
| Skies of Arcadia Legends                    | 2002 | Nintendo GameCube                  | Продюсер                        |
| Phantasy Star Generation 1                  | 2003 | PlayStation 2                      | Супервайзер                     |
| Project Altered Beast                       | 2005 | PlayStation 2                      | Продюсер                        |
| Phantasy Star Generation 2                  | 2005 | PlayStation 2                      | Супервайзер                     |
| Mind Quiz                                   | 2006 | Nintendo DS, PSP                   | Продюсер                        |
| 7th Dragon                                  | 2009 | Nintendo DS                        | Продюсер                        |
| 7th Dragon 2020                             | 2011 | PSP                                | Продюсер                        |
| Sonic the Hedgehog CD                       | 2011 | PlayStation 3, Xbox 360, смартфоны | Особая благодарность            |
| 7th Dragon 2020-II                          | 2013 | PlayStation Portable               | Продюсер                        |
| 7th Dragon III Code: VFD                    | 2015 | Nintendo 3DS                       | Продюсер                        |
| Sega Ages                                   | 2018 | Nintendo Switch                    | Продюсер                        |